# Oscarsgalan 1985
Oscarsgalan 1985 som hölls 25 mars 1985 var den 57:e upplagan av Oscarsgalan där det prestigefyllda amerikanska filmpriset Oscar delades ut till filmer som kom ut under 1984.

## Priser
| Bästa film | Bästa regi |
| --- | --- |
| - Amadeus - Dödens fält - En färd till Indien - En plats i mitt hjärta - En soldats historia | - Miloš Forman – Amadeus - Woody Allen – Broadway Danny Rose - Robert Benton – En plats i mitt hjärta - Roland Joffé – Dödens fält - David Lean – En färd till Indien |
| Bästa manliga huvudroll | Bästa kvinnliga huvudroll |
| - F. Murray Abraham – Amadeus - Jeff Bridges – Starman - Albert Finney – Under vulkanen - Tom Hulce – Amadeus - Sam Waterston – Dödens fält | - Sally Field – En plats i mitt hjärta - Judy Davis – En färd till Indien - Jessica Lange – Vredens mark - Vanessa Redgrave – En kvinnas röst - Sissy Spacek – Floden |
| Bästa manliga biroll | Bästa kvinnliga biroll |
| - Haing S. Ngor – Dödens fält - Adolph Caesar – En soldats historia - John Malkovich – En plats i mitt hjärta - Noriyuki Pat Morita – Karate Kid: Sanningens ögonblick - Ralph Richardson – Greystoke: Legenden om Tarzan, apornas konung | - Peggy Ashcroft – En färd till Indien - Glenn Close – Den bäste - Lindsay Crouse – En plats i mitt hjärta - Christine Lahti – Tjejen som jobbade skift - Geraldine Page – Den stora stöten |
| Bästa originalmanus | Bästa manus efter förlaga |
| - En plats i mitt hjärta – Robert Benton - Snuten i Hollywood – Danilo Bach och Daniel Petrie, Jr. - Broadway Danny Rose – Woody Allen - Vägen norrut – Gregory Nava och Anna Thomas - Splash – Brian Grazer, Lowell Ganz, Babaloo Mandel och Bruce Jay Friedman | - Amadeus – Peter Shaffer - Greystoke: Legenden om Tarzan, apornas konung – Robert Towne och Michael Austin - Dödens fält – Bruce Robinson - En färd till Indien – David Lean - En soldats historia – Charles Fuller |
| Bästa utländska film | |
| - La diagonale du fou (Schweiz) - Me'Ahorei Hasoragim (Israel) - Camila (Argentina) - Sesión continua (Spanien) - Voenno-polevoy roman (Sovjetunionen) | |
| Bästa dokumentär | Bästa dokumentärkortfilm |
| - The Times of Harvey Milk – Robert Epstein och Richard Schmiechen - High Schools – Charles Guggenheim och Nancy Sloss - In the Name of the People – Alex W. Drehsler och Frank Christopher - Marlene – Karel Dirka och Zev Braun - Streetwise – Cheryl McCall | - The Stone Carvers – Marjorie Hunt och Paul Wagner - The Children of Soong Ching Ling – Gary Bush och Paul T.K. Lin - Code Gray: Ethical Dilemmas in Nursing – Ben Achtenberg och Joan Sawyer - The Garden of Eden – Lawrence R. Hott och Roger M. Sherman - Vospominaniye o Pavlovske – Irina Kalinina |
| Bästa kortfilm | Bästa animerade kortfilm |
| - Up – Mike Hoover - The Painted Door – Michael MacMillan och Janice L. Platt - Tales of Meeting and Parting – Sharon Oreck och Lesli Linka Glatter | - Charade – Jon Minnis - Doctor De Soto – Morton Schindel och Michael Sporn - Paradise – Ishu Patel |
| Bästa filmmusik | Bästa musikal |
| - En färd till Indien – Maurice Jarre - Indiana Jones och de fördömdas tempel – John Williams - Den bäste – Randy Newman - Floden – John Williams - Under vulkanen – Alex North | - Purple Rain – Prince - Mupparna på Manhattan – Jeff Moss - Songwriter – Kris Kristofferson |
| Bästa sång | Bästa ljud |
| - "I Just Called to Say I Love You" från En tjej i rött – Musik och Text av Stevie Wonder - "Against All Odds (Take a Look at Me Now)" från Mot alla odds - Musik och Text av Phil Collins - "Footloose" från Footloose – Musik och text av Kenny Loggins och Dean Pitchford - "Let's Hear It for the Boy" från Footloose – Musik och Text av Dean Pitchford och Tom Snow - "Ghostbusters" från Ghostbusters – Musik och Text av Ray Parker, Jr. | - Amadeus – Mark Berger, Thomas Scott, Todd Boekelheide ochs Chris Newman - Dune - Bill Varney, Steve Maslow, Kevin O'Connell och Nelson Stoll - 2010 – Michael J. Kohut, Aaron Rochin, Carlos Delarios och Gene Cantamessa - En färd till Indien – Graham V. Hartstone, Nicolas Le Messurier, Michael A. Carter och John W. Mitchell - Floden –Nick Alphin, Robert Thirlwell, Richard Portman och David M. Ronne |
| Bästa scenografi | Bästa foto |
| - Amadeus – Patrizia von Brandenstein och Karel Cerný - 2010 – Albert Brenner och Rick Simpson - Cotton Club – Richard Sylbert, George Gaines och Les Bloom - Den bäste – Angelo Graham, Mel Bourne, James J. Murakami, Speed Hopkins och Bruce Weintraub - En färd till Indien – John Box, Leslie Tomkins och Hugh Scaife | - Dödens fält – Chris Menges - Amadeus – Miroslav Ondříček - Den bäste – Caleb Deschanel - En färd till Indien – Ernest Day - Floden – Vilmos Zsigmond |
| Bästa smink | Bästa kostym |
| - Amadeus – Dick Smith och Paul LeBlanc - Greystoke: The Legend of Tarzan, Lord of the Apes – Rick Baker och Paul Engelen - 2010 - Michael Westmore | - Amadeus – Theodor Pištek - 2010 – Patricia Norris - En kvinnas röst – Jenny Beavan och John Bright - En färd till Indien – Judy Moorcroft - En plats i mitt hjärta – Ann Roth |
| Bästa klippning | Bästa specialeffekter |
| - Dödens fält – Jim Clark - Amadeus – Nena Danevic och Michael Chandler - Cotton Club – Barry Malkin och Robert Q. Lovett - En färd till Indien – David Lean - Den vilda jakten på stenen – Donn Cambern och Frank Morriss | - Indiana Jones och de fördömdas tempel – Dennis Muren, Michael J. McAlister, Lorne Peterson och George Gibbs - 2010 – Richard Edlund, Neil Krepela, George Jenson and Mark Stetson - Ghostbusters – Richard Edlund, John Bruno, Mark Vargo and Chuck Gasper |

### Special-Oscar
Floden - Kay Rose för ljudredigering

### Heders-Oscar
James Stewart
National Endowment for the Arts